# Krš i lom
Krš i lom (engl.: Wreck-It Ralph) je američki 3D animirani film animacijskog studija Walt Disney Animation Studios iz 2012. godine. Film je 52. Disneyjev klasik. Svjetska premijera filma održana je 29. listopada 2012., dok je hrvatska premijera bila 10. siječnja 2013.

## Glasovi
| Uloge                    | Originalna verzija | Hrvatska verzija      |
| ------------------------ | ------------------ | --------------------- |
| Razbijač Ralf            | John C. Reilly     | Vedran Mlikota        |
| Venelopa von Schweetz    | Sarah Silverman    | Sandra Hrenar         |
| Popravljač Feliks, mlađi | Jack McBrayer      | Ronald Žlabur         |
| Narednica Kalhun         | Jane Lynch         | Ana Begić             |
| Kralj Bombončić / Turbo  | Alan Tudyk         | Ozren Grabarić        |
| Pralina Nugatkrem        | Mindy Kaling       | Ana Kraljević         |
| Markovski                | Joe Lo Truglio     | Marko Cindrić         |
| Gdin. Litvak             | Ed O'Neill         | Ranko Tihomirović     |
| General Hologram         | Dennis Haysbert    | Aleksandar Cvjetković |
| Mara                     | Edie McClurg       | Jasna Bilušić         |
| Grgo                     | Raymond Persi      | Ivica Zadro           |
| Don                      | Jess Harnell       | Marko Makovičić       |
| Deanna                   | Rachael Harris     | Zrinka Antičević      |
| Roy                      | Skylar Astin       | Ranko Tihomirović     |

## Soundtrack
Glazbu je skladao Henry Jackman. Završnu pjesmu „Sugar Rush” pjevala je japanska ženska pop grupa AKB48.

### Popis pjesama
Tekstovi i glazba: Henry Jackman, osim 1–6. 
| 1.    | »When Can I See You Again?«             | Owl City         | 3:38 |
| 2.    | »Wreck-It, Wreck-It Ralph«              | Buckner & Garcia | 2:59 |
| 3.    | »Celebration«                           | Kool & the Gang  | 3:40 |
| 4.    | »Sugar Rush«                            | AKB48            | 3:14 |
| 5.    | »Bug Hunt (Noisia Remix)«               | Skrillex         | 7:04 |
| 6.    | »Shut Up and Drive«                     | Rihanna          | 3:32 |
| 7.    | »Wreck-It Ralph«                        |                  | 1:33 |
| 8.    | »Life in the Arcade«                    |                  | 0:43 |
| 9.    | »Jumping Ship«                          |                  | 1:06 |
| 10.   | »Rocket Fiasco«                         |                  | 5:48 |
| 11.   | »Vanellope von Schweetz«                |                  | 2:57 |
| 12.   | »Royal Raceway«                         |                  | 3:23 |
| 13.   | »Cupcake Breakout«                      |                  | 1:12 |
| 14.   | »Candy Vandals«                         |                  | 1:39 |
| 15.   | »Turbo Flashback«                       |                  | 1:42 |
| 16.   | »Laffy Taffies«                         |                  | 1:35 |
| 17.   | »One Minute to Win It«                  |                  | 1:17 |
| 18.   | »Vanellope's Hideout«                   |                  | 2:33 |
| 19.   | »Messing with the Program«              |                  | 1:20 |
| 20.   | »King Candy«                            |                  | 2:11 |
| 21.   | »Broken-Karted«                         |                  | 2:49 |
| 22.   | »Out of the Penthouse, Off to the Race« |                  | 2:51 |
| 23.   | »Sugar Rush Showdown«                   |                  | 4:15 |
| 24.   | »You're My Hero«                        |                  | 4:16 |
| 25.   | »Arcade Finale«                         |                  | 3:19 |
| 70:36 |                                         |                  |      |

## Unutarnje poveznice
- Disneyjevi klasici

## Vanjske poveznice
- Službena web stranica
- Krš i lom u internetskoj bazi filmova IMDb-a (engl.)